# Ci vediamo a casa (film)
Ci vediamo a casa è un film del 2012 diretto da Maurizio Ponzi.

## Trama
Roma. Tre coppie molto diverse tra loro affrontano un problema comune che li unisce: la ricerca di una casa nella quale poter vivere insieme.
Franco, appena uscito dal carcere, torna ad abitare dai genitori, impossibilitato a convivere con Vilma perché la padrona di casa di lei non lo vuole in casa. Vilma, pur impiegata in una biblioteca, non guadagna abbastanza da permettersi un affitto per un appartamento da condividere con Franco. Quando l'amico Giulio – vedovo, senza parenti né altre amicizie se non quella con Vilma – finisce in ospedale per un problema cardiaco, Vilma e Franco decidono – dopo non poche discussioni – di prendersi cura di Giulio andando ad abitare insieme a lui, nella speranza che un giorno, alla sua morte, l'abitazione passerà a loro, con le dovute precauzioni legali. La nuova, bizzarra convivenza a tre, in pochi metri quadri, porterà scompiglio nella coppia dato che Giulio sembra nutrire interesse verso Vilma. Alla fine, morto Giulio e con Vilma rimasta incinta di Franco, la coppia si sposa.
Gaia e Stefano si conoscono a un circolo di tennis e scocca subito la scintilla. Gaia, figlia del ricco Sandro Leonardi; Stefano, figlio del proprietario del circolo di tennis: entrambi non hanno problemi economici. Gaia, laureata in ermeneutica, sta ristrutturando un appartamento che le ha comprato il padre; quando però questi viene improvvisamente arrestato per una questione di "licenze", l'appartamento di Gaia è sequestrato dalla Finanza insieme alle altre proprietà. Così Gaia va ad abitare da Stefano, non riuscendo più a stare in casa con la famiglia. Mentre inizialmente sembra andare tutto per il meglio, con il tempo le cose cambieranno. La disordinatezza di lei e altre differenze tra loro deteriorano il loro rapporto e la rottura diventa definitiva quando Stefano le dice che non ne può più di sentirla parlare del padre e che se lui ha sbagliato pagherà come tutti. A questo punto Gaia torna ad abitare dalla famiglia, senza neanche dirglielo di persona, facendo andare a prendere le sue cose dal fratello. Stefano, per riaverla, tramite il padre riesce a far togliere il sigillo di sequestro all'appartamento di Gaia e le fa questo "regalo”, riallacciando i rapporti con lei. Infine andranno a convivere e diventeranno soci imprenditori di appalti edili, finendo sotto accusa per tentata corruzione.
Enzo canta in un coro in chiesa a Ostia. Andrea, un poliziotto che abita là vicino, lo nota in strada mentre si reca alle prove e scatta il colpo di fulmine. Enzo vive con la madre, una donna tutta d'un pezzo e indubbiamente ex fricchettona, che prende l'affitto in nero per l'appartamento che subaffitta a un gruppo di immigrati (Abdul e altri), la stessa casa in cui vorrebbe vivere il figlio. Andrea invece, essendo poliziotto, dorme in commissariato. Andrea, per caso, in commissariato vede un fascicolo sulla scrivania del commissario con il nome di Enzo, riguardante l'appartamento subaffittato, e decide così di farsi assegnare il caso per proteggere il compagno. I due si lasciano dopo che Andrea confessa a Enzo di aver indagato sull'appartamento affittato agli immigrati, ed Enzo si sente di essere stato sfruttato dal poliziotto. 
Dopo qualche mese – mentre Vilma e Franco stanno per entrare in chiesa a sposarsi – Andrea, trasferito in quella zona, vede il furgone con il nome del coro ed entra in chiesa sperando di trovare Enzo. I due così si riappacificano e infine vanno a convivere, "ma quando dicono d'essersi sposati in chiesa, nessuno ci crede". La chiesa è la stessa dove Gaia e Stefano intendono iniziare la loro impresa di appalti edili.

## Produzione
Il film è stato girato interamente a Roma, in vari quartieri fra cui Ostia e l'Aventino.
La colonna sonora del film è stata composta da Andrea Felli mentre la title track è stata scritta e interpretata dalla cantautrice italiana Dolcenera e ha come titolo proprio Ci vediamo a casa, brano presentato al Festival di Sanremo 2012 e classificatosi al sesto posto, il cui video riporta alcune scene del film miste a quelle di cantato dall'artista.

## Promozione
Il primo full trailer del film è stato diffuso nel febbraio 2012.

## Distribuzione
Le riprese del film sono cominciate all'inizio del 2011. In Italia è uscito, in sole 16 sale, il 29 novembre 2012. È stato trasmesso in prima TV il 15 gennaio 2016 su Sky Cinema.